# Carpomys melanurus
Carpomys melanurus — вид гризунів родини Muridae. Він зустрічається лише на Філіппінах, зокрема на півночі Лусона. Його природне місце проживання — тропічні вологі гірські ліси.

## Морфологічні особливості
Загальна довжина становить від 360 до 367 мм, довжина хвоста — від 180 до 183 мм, довжина задніх лап — від 32 до 34 мм, довжина вуха — 20 мм, вага — приблизно 165 г. Форма голови широка і тупа. Темне хутро навколо очей робить обличчя схожим на маску. Довгий хвіст покритий короткими, майже чорними волосками. Задні лапи досить короткі і широкі. М'яке хутро коричневе зверху та боках і майже біле на животі.

## Спосіб життя
Мало що відомо про спосіб життя. У 2008 році екземпляр був виявлений у покритому мохом лісі на Пулазі на висоті 2350 м. Тварина була на висоті приблизно 5 метрів над землею на великій горизонтальній гілці, вкритій товстим шаром моху, орхідей і папороті. Вид, ймовірно, нічний і переважно деревний. Корм складається з насіння.